# SYN1
SYN1 — ген, кодирует белок синапсин I, нейрон-специфический фосфопротеин, ассоциированный с синаптическими везикулами. Белок синапсин I участвует в транспорте синаптических везикул, а также играет роль в регуляции аксоногенеза и синаптогенеза. Cинапсин I служит субстратом для нескольких различных протеинкиназ, фосфорилирование участвует в регуляции этого белка в нервном окончании. Были идентифицированы альтернативно сплайсированные варианты транскриптов гена SYN1, кодирующие разные изоформы.
У человека мутации в гене SYN1 могут быть связаны с Х-сцепленными нарушениями с первичной дегенерацией нейронов, такими как синдром Ретта. Описаны также мутации в гене SYN1, предрасполагающие к заболеваниям аутического спектра и эпилепсии.